# Pieve di Santa Maria Assunta (Neviano degli Arduini)
La pieve di Santa Maria Assunta, nota anche come pieve di Sasso e santuario di Maria Madre della Chiesa, è un luogo di culto cattolico dalle forme romaniche situato sulla sommità di un colle in via Rainerio da Sasso a Sasso, frazione di Neviano degli Arduini, in provincia e diocesi di Parma; appartiene al gruppo delle pievi parmensi ed è sede di una parrocchia compresa nella zona pastorale della Montagna.

## Storia
L'originario luogo di culto fu costruito alle pendici del monte sovrastante il borgo di Sasso in età altomedievale, probabilmente tra l'VIII e il IX secolo; a tale epoca risale infatti un'epigrafe in arenaria, anticamente collocata su una transenna del presbiterio e successivamente recuperata e murata nella navata destra del nuovo edificio.

La più antica testimonianza dell'esistenza della pieve di Sanctae Marie de Saxo risale però soltanto all'11 giugno 1005, quando la chiesa fu citata nell'Ordo Archipresbiterorum Plebium, voluto dal vescovo di Parma Sigifredo II.
All'epoca l'edificio altomedievale versava in pessime condizioni e nel 1082 ne fu avviata la ricostruzione sulla sommità del rilievo, in una posizione strategica grazie alla vista panoramica su tutto il circondario; secondo la tradizione, ne fu committente la contessa Matilde di Canossa.
Grazie a tale collocazione, l'importanza della pieve crebbe notevolmente, così come l'estensione del territorio amministrato; nel 1230, come testimoniato dal Capitulum seu Rotulus Decimarum della diocesi di Parma, la sua giurisdizione si estendeva su tre diverse vallate, comprendendo ben tredici cappelle del circondario: Mozzano, Selvazzano, Ceretolo, Cedogno, Urzano, Lodrignano, Vezzano, Pietta, Moragnano, Madurera, Antognola, Campora e Anzolla; in seguito, a queste si aggiunse anche la cappella di Capriglio, oltre a vari canonicati e prebende.
Fino al XIV secolo la chiesa rappresentò, inoltre, un frequentato luogo di sosta per i pellegrini diretti verso l'abbazia di Linari sul passo del Lagastrello, che rappresentava una trafficata via di collegamento con la Toscana.
Nel 1822 il tempio, ormai degradato a causa dell'incuria, fu sottoposto ad alcuni lavori di restauro e nel 1846 fu sostituita la pavimentazione interna. Ciò nonostante, la situazione in seguito peggiorò, come rilevato verso la fine del XIX secolo dallo storico Emilio Casa.
A causa della mancanza di risorse, per anni non furono eseguite le necessarie opere di manutenzione, a eccezione del rifacimento della copertura della navata centrale in coppi nel 1905, che, tuttavia, nel 1913 fu nuovamente sostituita insieme al resto del tetto con lastre di pietra.
Il 7 settembre 1920 un devastante terremoto causò vari danni alla chiesa, che nel 1922 fu restaurata e consolidata strutturalmente nella facciata, nel lato sud e nelle coperture.
Durante la seconda guerra mondiale, nel luglio 1944 l'esercito tedesco, nel corso di un rastrellamento, distrusse il traliccio ligneo su cui erano collocate le campane; dopo il termine del conflitto, tra il 1947 e il 1948 fu innalzato accanto alla pieve il campanile neoromanico.
Nel 1950 furono avviati importanti lavori di ristrutturazione dell'edificio, allo scopo di riportarlo integralmente nella sua veste originaria romanica: fu risistemato il portale d'ingresso al centro della facciata, furono internamente rimossi gli intonaci aggiunti nei secoli, furono rifatte le capriate lignee, fu realizzato un nuovo pavimento in pendenza per eliminare in buona parte la scalinata di 12 gradini presente in precedenza davanti al presbiterio, furono ricostruiti il pulpito e l'altare maggiore e fu ricomposto il fonte battesimale del XII secolo. Le opere furono completate nel 1965 e solennemente inaugurate il 19 aprile di quell'anno, alla presenza del vescovo di Parma Evasio Colli, che, sei giorni dopo, elevò la pieve a santuario mariano, dedicato a Maria Madre della Chiesa.
Tra il 1990 e il 1994 il tempio fu restaurato e impermeabilizzato nelle coperture.
Tra il 2006 e il 2008 il tetto fu nuovamente risistemato e il campanile fu sottoposto a interventi di restauro.

## Descrizione

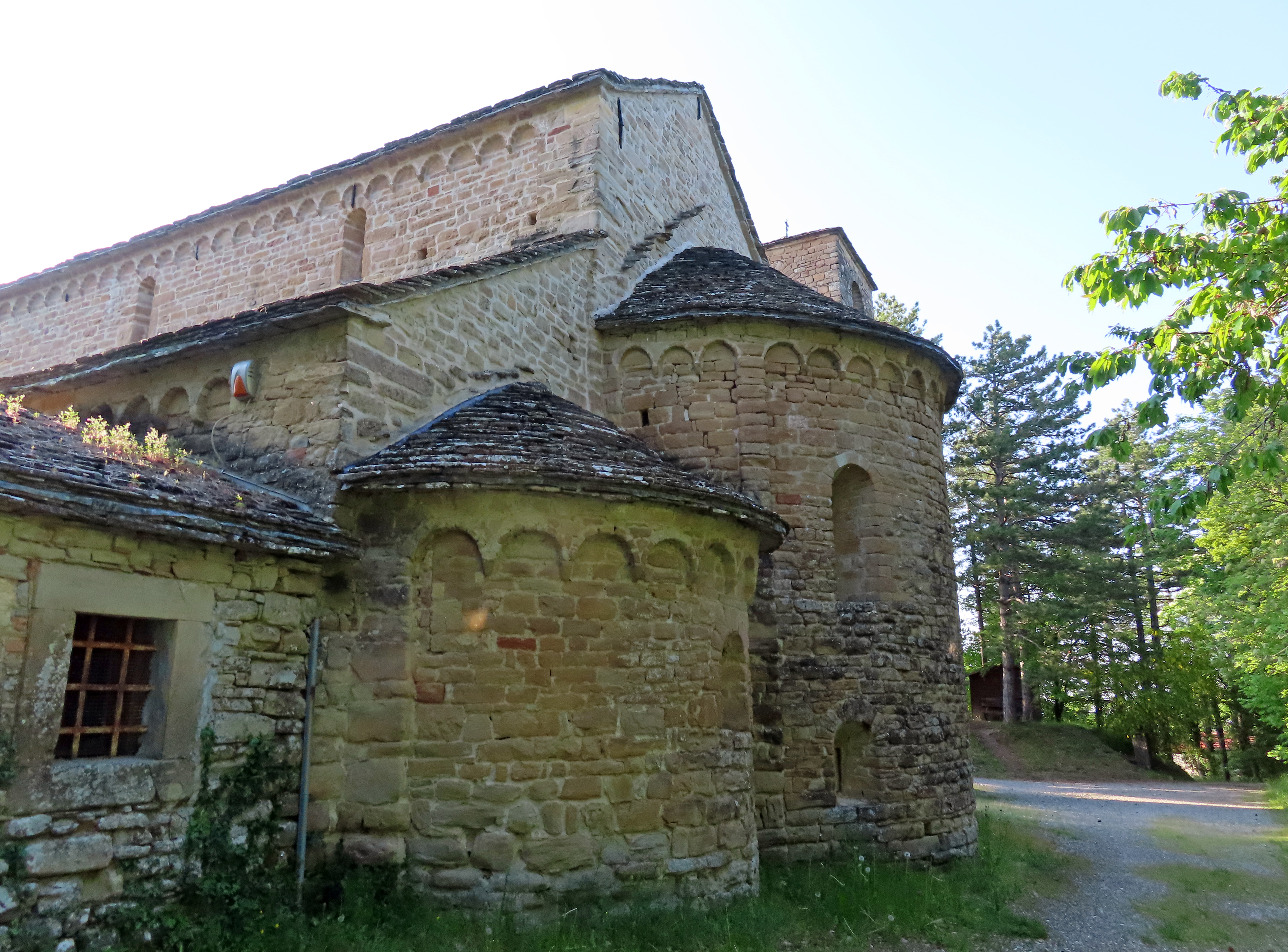
Zona absidale

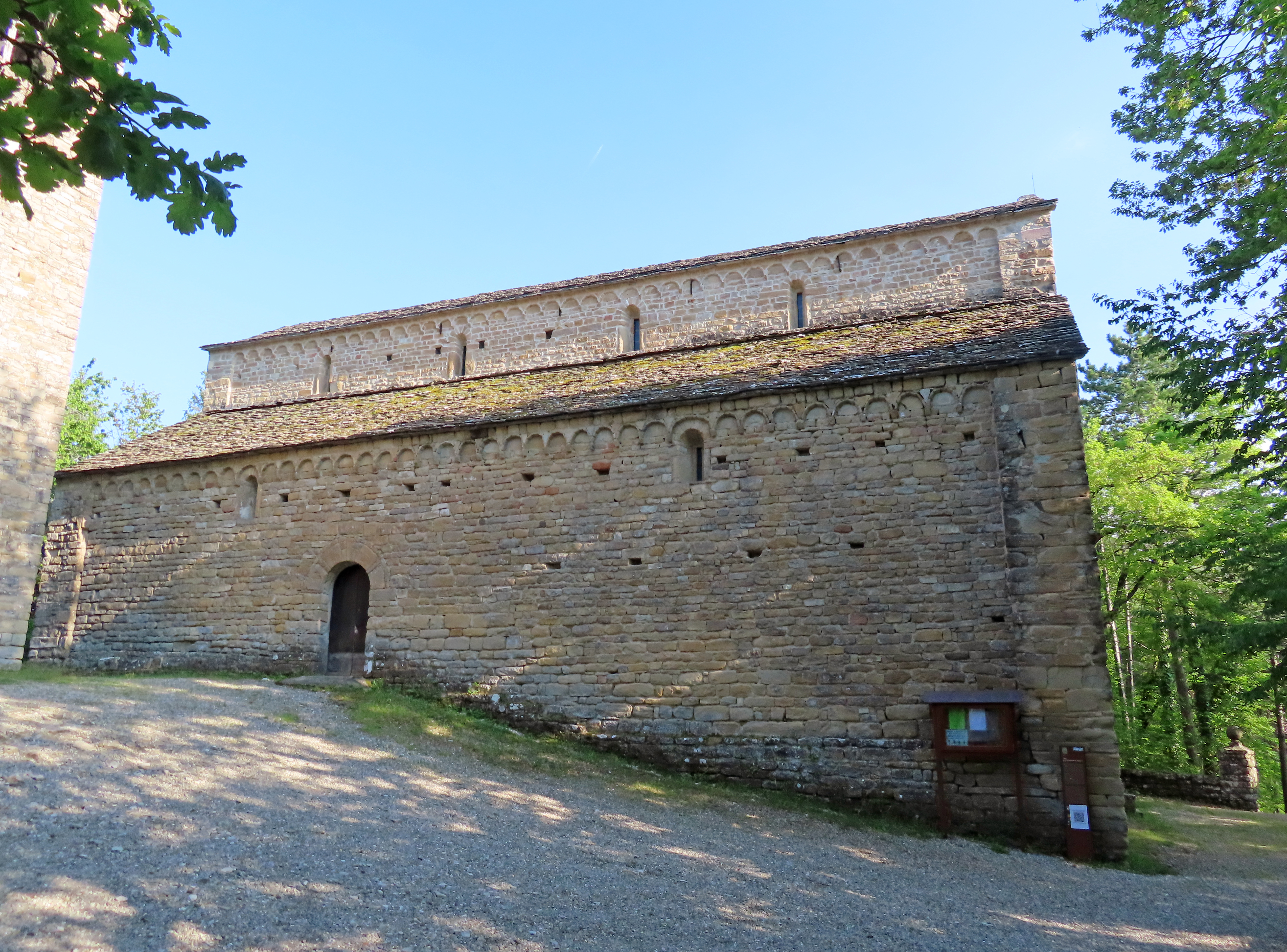
Lato nord

La pieve si sviluppa in posizione collinare su un impianto basilicale a tre navate terminanti in altrettante absidi, con ingresso a ovest e presbiterio a est.
La semplice facciata a salienti, interamente rivestita come il resto dell'edificio in conci di arenaria disposti irregolarmente, è scandita in tre parti da quattro paraste in lieve aggetto; al centro è collocato il portale d'ingresso ad arco a tutto sesto, sovrastato da una bifora con colonnina centrale realizzata nel corso della ristrutturazione novecentesca; più in alto è posizionata una piccola apertura a forma di croce greca, mentre a coronamento corre un motivo ad archetti pensili, che prosegue anche lungo i prospetti laterali e le tre absidi.
I fianchi sono caratterizzati dalle strette monofore poste lungo la navata centrale e le due più basse navate laterali; la fronte settentrionale presenta anche un piccolo ingresso secondario ad arco a tutto sesto, mentre dal prospetto opposto aggetta il corpo della sagrestia, aggiunto in epoca successiva.

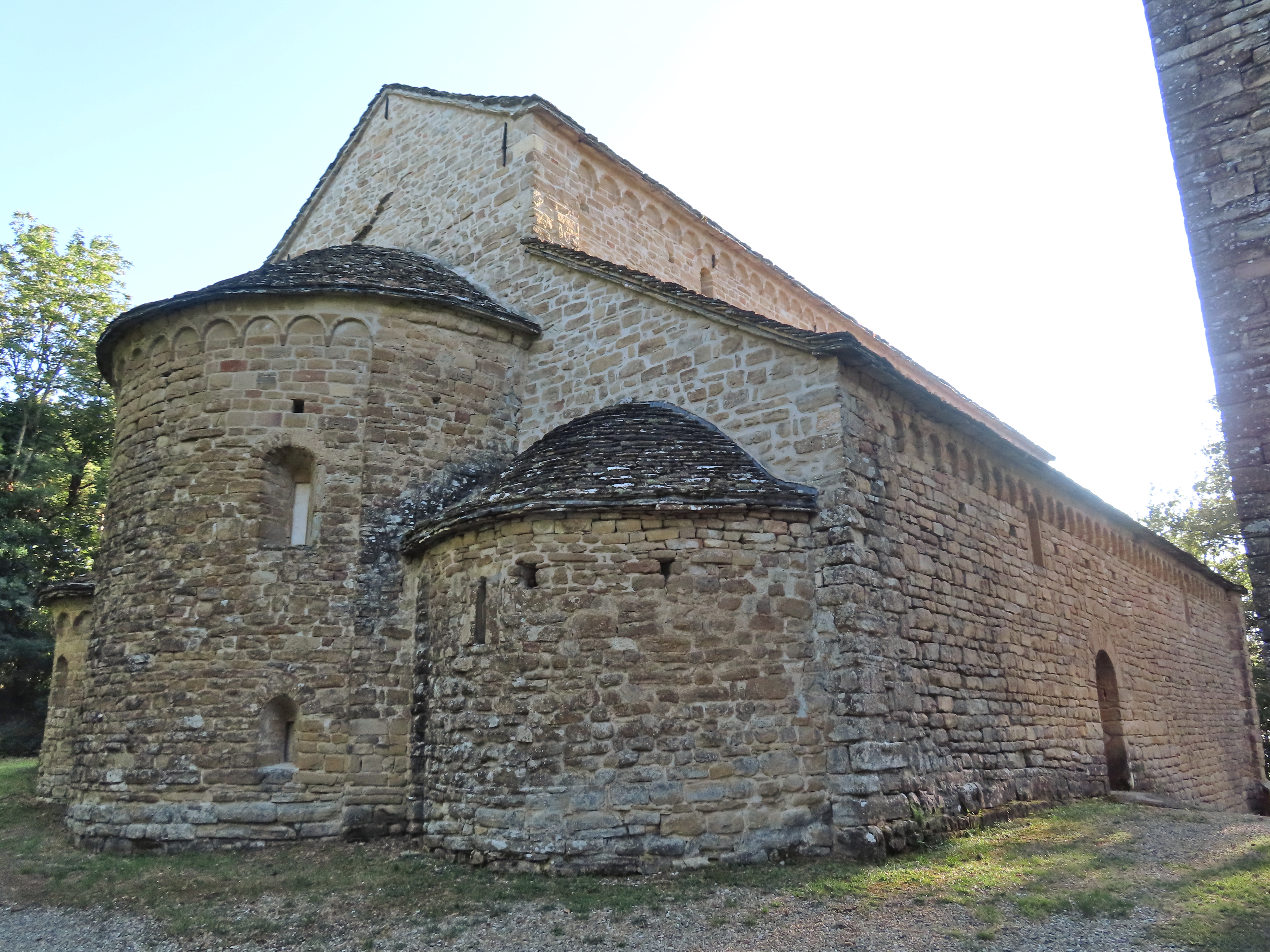
Lato nord e zona absidale

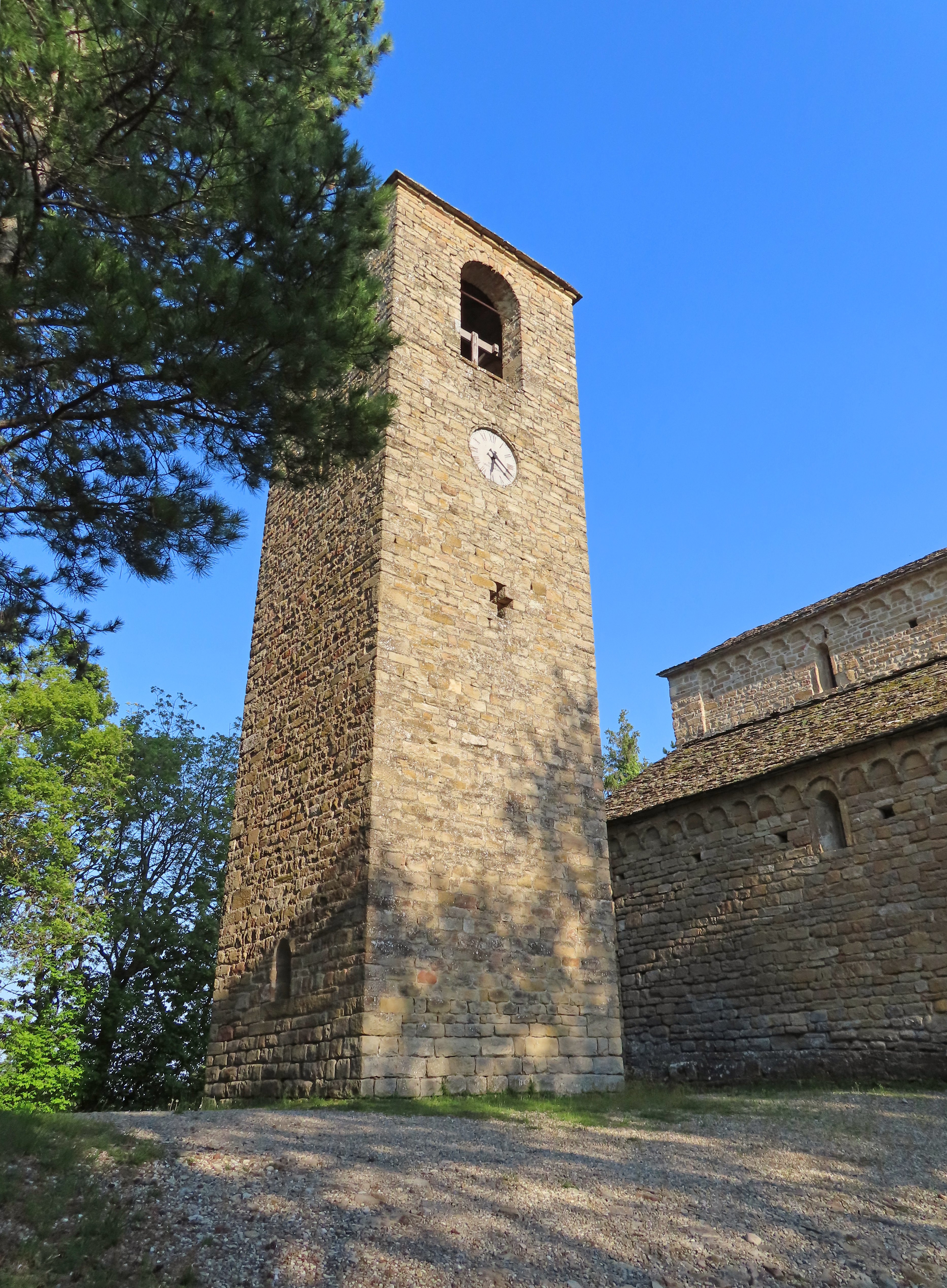
Campanile

Sul retro si innalzano le tre absidi semicircolari, di cui quella centrale più alta e caratterizzata dalla presenza di due monofore ad arco a tutto sesto; l'abside della navata sinistra, priva di decorazioni, risale probabilmente a un'epoca precedente rispetto alle altre due.
A nord si eleva, isolato dalla chiesa, il semplice campanile eretto nel 1947, la cui cella campanaria si affaccia sulle quattro fronti attraverso ampie aperture ad arco a tutto sesto; il tetto di coronamento a quattro falde è rivestito, al pari di quello del luogo di culto, in lastre d'ardesia.
All'interno la navata centrale, coperta da un soffitto a capriate lignee, è suddivisa dalle laterali da una serie di arcate a tutto sesto rette da cinque massicce colonne per parte, coronate da capitelli schiacciati a cubo scantonato; l'aula è illuminata da piccole monofore profondamente strombate aperte in sommità e ai lati.
Il presbiterio, leggermente sopraelevato, è coperta da un soffitto a capriate lignee in continuità con la navata centrale; l'ambiente accoglie l'altare maggiore a mensa in pietra, realizzato nel 1950; sul fondo l'abside, chiusa superiormente dal catino a semicupola in pietra, è illuminata lateralmente da due monofore; sulla destra sono conservati alcuni lacerti di affreschi quattrocenteschi.
La chiesa ospita alcune opere di pregio, tra cui un'asta portacero quattrocentesca in ferro battuto, una lastra del 1099 e una pianeta settecentesca.

### Fonte battesimale
La prima campata della navata di sinistra ospita il fonte battesimale a pianta ottagonale, ricomposto nel 1960 da Galileo Scorticati unendo quattro lastre risalenti alla prima metà del XII secolo, forse provenienti da un antico ambone o da un battezzatoio demolito dopo il concilio di Trento, ad altre quattro da lui scolpite.
I quattro pannelli romanici in pietra sono decorati con altorilievi raffiguranti un Uomo alato, allegoria di san Matteo, un Leone alato, simbolo di san Marco, un Chierico benedicente e un Grifone con una colomba. Le facce sono suddivise da pilastri angolari, a sostegno di arcate a tutto sesto riccamente decorate con motivi vegetali di significato simbolico.
All'interno è collocata una coppa di rame risalente al XVI secolo.